# ザーウミ

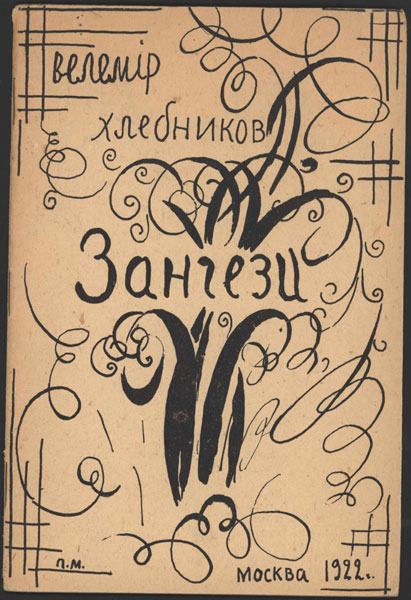
フレーブニコフの本 ザンゲジ (1922)

ザーウミ (ロシア語: зáумь) とは、言語的実験であり、ロシア未来派詩人の音象徴や芸術言語の中で試みられた。代表的なのは、ヴェリミール・フレーブニコフやアレクセイ・クルチョーヌイフのものである。ザーウミは対象を指示しない音声学的な実体であり、それ自体を基盤として存在する。ザーウミは造語であり、全く意味を持たない。それは音声学的な類推とリズムを通して構成された言語なのである。ザーウミ文学はオノマトペや精神病理学的状態を含み得ない。

## 用法
アレクセイ・クルチョーヌイフは言語が曖昧さを孕むものであり、非決定的であることを示すためにザーウミを創造した。
クルチョーヌイフが言うには、ザーウミを作っているときは、文法や構文規則を忘れるように決めていたという。彼は混沌性を言語の中に導入することによって、生の混沌を伝達しようとしていた。彼は、ザーウミを自然発生的であり、成文化されていない言語の顕現であるとみなした。
一方、フレーブニコフは、ザーウミの目的は、子音に内在する語根の本質的な意味を捉えることだとしていた。 彼は、その意味を知ることが、理性に基づいた新しい世界共通語の創造に役立つであろうと思っていた。
ザーウミが用いられた例として、 クルチョーヌイフの詩である『ディル・ブル・シル』, 未来派オペラの『太陽の征服』のために書かれたクルチョーヌイフの台本などがある。他にも、フレーブニコフのいわゆる 「鳥類の言語」, 「神々の言語」, 「星々の言語」もザーウミである。 これら詩的な創作物は、恐らく現代版のダダイズムに相当するものである。しかし、言語学的理論や、ザーウミの背景にある形而上学は、全体的に、そのムーブメントに対する丁重な再帰的アイロニーが欠落しており、極めて真剣に、失われた原初的言語の音象徴の回復が企図されていた。クルチョーヌイフはスラブ国家神秘主義的傾向を如実に示しながら、とりわけ原始的なスラブ母語の回復を狙っていた。
クルチョーヌイフはザーウミで書かれた多くの詩や謄写版印刷のパンフレットを残した。これらのパンフレットは、詩とイラストと論文の組み合わせであった。
現代では、1962年以降のサージ・セゲイがザーウミによる詩を創作していた。恐らくその少し後である1964年頃に、リー・二コノヴァがザーウミを用いた詩の創作を始めた。これらのザーウミ詩は、例えば、有名なサミズダートの雑誌である、『トランスポナンス』などで見ることができる。1990年には、現代のアヴァンギャルド詩人であるセルゲイ・ビリュコフが、ロシアのタンボフに「ザーウミ・アカデミー」と呼ばれる詩人の団体を設立した。.
ザーウミの使用のピークは、第一次世界大戦中の1916年から1920年にかけてであった。このときに、ザーウミズムが主として、視覚芸術、文学、詩、芸術マニフェスト、美学、演劇、グラフィックデザインなどを伴う運動として定着した。さらにザーウミズムは、普遍的芸術への異議申し立てや反芸術の作品群を通して、反戦活動を纏め上げた。ザーウミを通した活動は、集会やデモ活動、出版物の刊行なども含まれていた。この運動は、のちのアヴァンギャルドやアメリカのダウンタウンの音楽運動や、シュールレアリスムやノーヴォーレアリスム、ポップアート、フルクサスを含む団体に影響を及ぼした。

## 語源と意味
ザーウミという言葉は、1913年に、クルチョーヌイフによって作られた。ザーウミの「ザ」はロシア語の接頭辞の一つである「за」(〜の向こう側に、〜の後側に) であり、「ウミ」の部分は、 ロシア語の名詞「ум」(心、ヌース) である。英語においては、"transreason"や、"transration" や "beyonsense."などと訳されてきた。 アメリカの学者であるジェラルド・ヤネチェックは、ザーウミは意味の非決定性に特徴づけられた、実験的な詩的言語として定義されうると主張した。
クルチョーヌイフは、『Declaration of the Word as Such』（1913)の中で、ザーウミは、「決定的な意味をもたない言語、理性を超越した言語」で、「より充実した表現を許す」ものであるとした一方で、日常会話での共通言語の「束縛するもの」と主張した。彼はさらに『Declaration of Transrational Language』(1921)の中で、ザーウミは「普遍的な詩的言語を提供しうる」のであり、「有機的に生み出されたもので、エスペラントのように人工的ではない」とした。

## 有名なザーウミスト
- ヴェリミール・フレーブニコフ
- アレクセイ・クルチョーヌイフ
- イリヤ・ズダネーヴィチ
- イーゴリ・テレンチエフ
- アレクサンドル・ツファノフ
- カジミール・マレーヴィチ
- オリガ・ロザノワ
- ワルワラ・ステパーノヴァ